# Hold Out
Hold Out è un album del cantautore statunitense Jackson Browne, pubblicato nel giugno del 1980.

## Tracce
Brani composti da Jackson Browne, eccetto dove indicato
Lato A
1. Disco Apocalypse – 3:08
2. Hold Out – 5:37
3. That Girl Could Sing – 4:34
4. Boulevard – 3:15

Lato B
1. Of Missing Persons – 6:31
2. Call It a Loan – 4:35 (David Lindley, Jackson Browne)
3. Hold on Hold Out – 8:08 (Craig Doerge, Jackson Browne)

## Musicisti
- Jackson Browne - voce, pianoforte acustico, chitarra elettrica
- David Lindley - chitarra elettrica, chitarra lap steel
- Craig Doerge - pianoforte elettrico fender rhodes, pianoforte elettrico wurlitzer, organo, sintetizzatore a corde
- Craig Doerge - pianoforte acustico (brano: Hold on Hold Out)
- Bill Payne - organo (brani: Disco Apocalypse, Hold Out e Call It a Loan)
- Bill Payne - sintetizzatore a corda (brano: Hold on Hold Out)
- Bob Glaub - basso
- Russ Kunkel - batteria
- Rick Marotta - batteria (brano: Boulevard)
- Rick Marotta - hig hat, toms (brano: That Girl Could Sing)
- Joe Lala - percussioni (doves) (brano: Disco Apocalypse)
- Danny Kortchmar - maracas (brano: Boulevard)
- David Horns - moog (brano: Hold Out)
- Doug Haywood - accompagnamento vocale
- Rosemary Butler - accompagnamento vocale[4][5]